# Nemyšl
Nemyšl település Csehországban, a Tábori járásban. Nemyšl Jedlany, Hlasivo, Sudoměřice u Tábora, Nová Ves u Mladé Vožice, Chotoviny, Mezno és Miličín településekkel határos. Lakosainak száma 325 fő (2024. január 1.).

## Népesség
A település lakosságának változását az alábbi diagram mutatja:
| Lakosok száma | 1102 | 908  | 790  | 565  | 434  | 290  | 291  | 309  | 282  | 325  |
|               | 1869 | 1900 | 1921 | 1961 | 1980 | 2011 | 2016 | 2019 | 2021 | 2024 |